# Actionloop
Actionloop (瞬感パズループ?, Shunkan Puzzloop), anche noto come Magnetica, è un videogioco rompicapo sviluppato da Mitchell per Nintendo DS. Il videogioco è stato convertito per Wii e distribuito con il titolo Actionloop Twist (みんなでパズループ?, Minna de Puzzloop) (o Magnetica Twist).

## Modalità di gioco
Il videogioco è un remake di Puzz Loop. Lo scopo del gioco è quello di colpire alcune sfere che scorrono lungo un binario attorno ad un cannone. La traiettoria che seguono le sfere varia di livello in livello così come la difficoltà. Per realizzare delle combo, definite anche come "catene", bisogna colpire le sfere dello stesso colore.